# Carl-Diem-Straße 6 (Mönchengladbach)

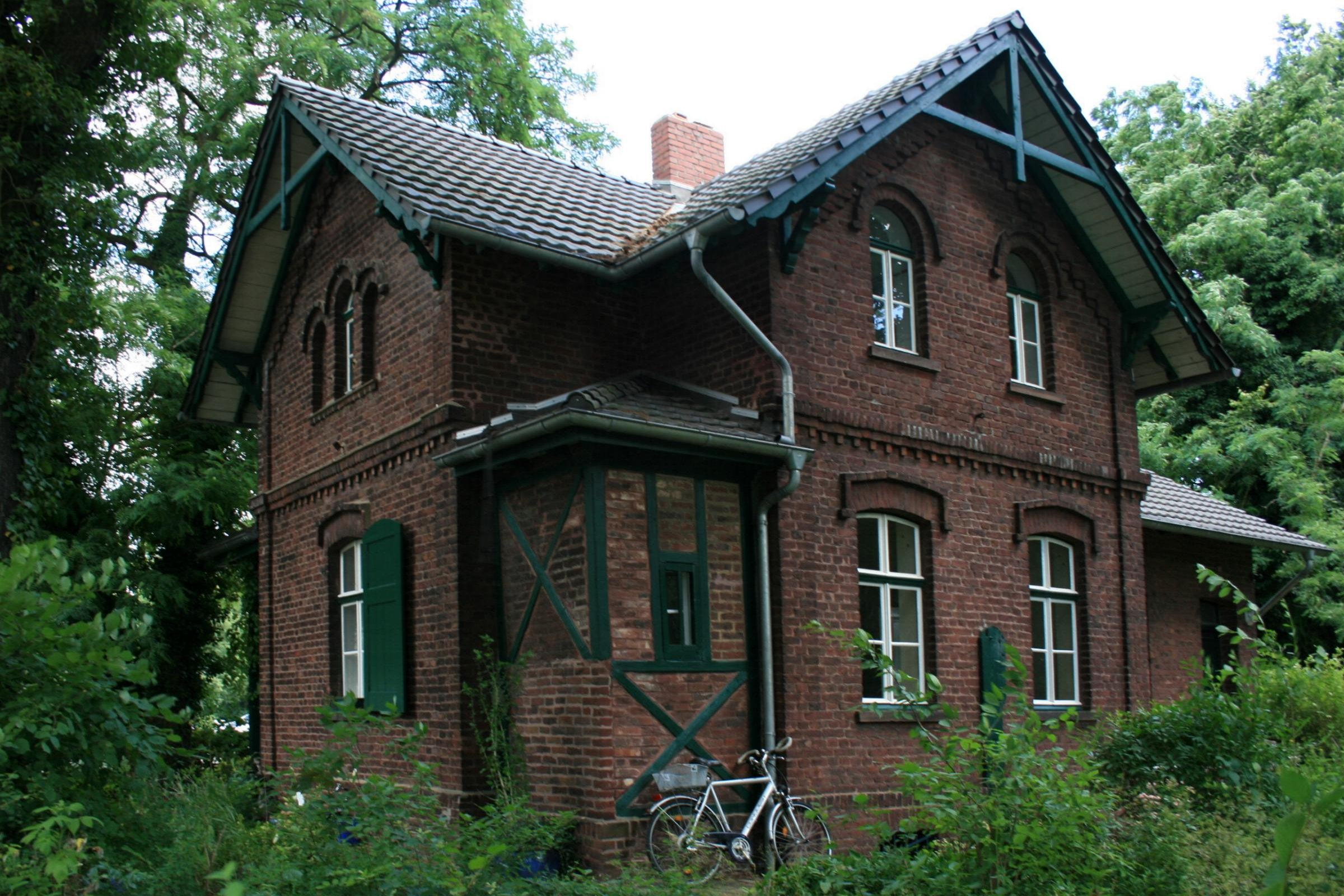
Wohnhaus (2011)

Das Wohnhaus Carl-Diem-Straße 6 steht im Stadtteil Volksgarten in Mönchengladbach (Nordrhein-Westfalen).
Das Haus wurde 1891 erbaut. Es ist unter Nr. C 007 am 27. November 1997 in die Denkmalliste der Stadt Mönchengladbach eingetragen worden.

## Architektur
Im Ortsteil Volksgarten steht innerhalb eines größeren Gartengeländes freistehender zweigeschossiger Backsteinbau auf winkelförmig verschachteltem Grundriss. Jeweils differierende Gestaltung und Gliederung der einzelnen Fassadenfronten. Als gleichwertige Hauptfassaden ausgebildet sind die giebelständige Süd-, Nord- und Westfassade des Hauses. Die Giebel sind jeweils als Schwebegiebel in einer Holzkonstruktion ausgeführt. Als gemeinsame Horizontalgliederung ein umlaufendes Klötzchengesims; als Vertikalbetonung Eckverstärkungen in Lisenenform. Die Wandfläche der Südfassade öffnen in jedem Geschoss zwei axial angeordnete Fenster.
Die des Erdgeschosses schließen stichbogig mit gemauertem Bekrönungsprofil ab; die Fenster des Obergeschosses sind rundbogig mit gemauerter Überdachung ausgebildet. Den Zwickel zwischen dieser und der Westfassade füllt ein eingeschossiger fachwerksichtiger Bauteil mit einer kleinen Fensteröffnung aus.
Die Gliederung der Westfassade, der zur Carl-Diem-Straße weisenden Fassade, erfolgt im Erdgeschoss durch ein einzelnes Fenster mit Schlagladen – in analoger Ausbildung zu denen der Südfassade – und im Obergeschoss durch ein rundbogig abschließendes Drillingsfenster, dessen kleiner dimensionierte Seitenöffnungen als Blindfenster formuliert sind. Der Zwickel zur Nordfassade nimmt den loggiaähnlich mit einer Holzkonstruktion überdachten Hauseingang auf. Bei im Detail variierender Ausführung entspricht die Nordfassade der Ausbildung der Westfassade.
Breiter dimensioniert ist das mit Schlagläden versehene Erdgeschossfenster und völlig geöffnet als Dreifenstergruppe mit Klötzchensohlbank präsentiert sich das Obergeschossfenster. Zur östlichen Gartenseite hin orientiert gliedert sich ein eingeschossiger Anbau unter einem Satteldach an. Analog schlichte Gliederung mit jeweils einer Fenster- und einer Türöffnung.